# A magyar labdarúgó-válogatott mérkőzései 1957-ben
A magyar labdarúgó-válogatottnak 1957-ben nyolc találkozója volt. 1956 őszén a Honvéd-játékosok illegális túrára mentek, és az itthoni események miatt a válogatott gerincét adó Puskás Ferenc, Kocsis Sándor, Czibor Zoltán erről az útról nem tért haza.
Világbajnoki selejtezővel kezdett Norvégiában a magyar csapat, és meglepö 2–1-es vereséggel. A folytatás jobb lett, két győzelem Bulgária ellen és 5–0-s visszavágás Norvégiának, ezzel csoportelsőként kijutottunk a világbajnokságra.

Barátságos mérkőzéseken, 0–0-s döntetlen a svédekkel, és Hannoverben 1–0-s vereség a Német Szövetségi Köztársaságtól, Budapesten pedig a Szovjetunió csapata nyert 2–1-re.
Szövetségi kapitányok:
- Bukovi Márton 341–343.
- Válogató bizottság: Baróti Lajos, Lakat Károly dr., Sós Károly 344–347.
- Baróti Lajos 348.

## Eredmények
| 341. mérkőzés 1957. június 12. vb-selejtező | Norvégia                      | 2 – 1             | Magyarország | Uddavál-stadion, Oslo Nézőszám: 36 000 Játékvezető: Leo Helge (DEN) |
| 341. mérkőzés 1957. június 12. vb-selejtező | Hennum 10' K. Kristiansen 78' | (1 – 1) Részletek | Tichy 44'    | Uddavál-stadion, Oslo Nézőszám: 36 000 Játékvezető: Leo Helge (DEN) |

| 342. mérkőzés 1957. június 16. | Svédország | 0 – 0 | Magyarország | Råsunda Stadion, Stockholm Nézőszám: 35 000 Játékvezető: Klaas Schipper (HOL) |
| 342. mérkőzés 1957. június 16. | Részletek  |       |              | Råsunda Stadion, Stockholm Nézőszám: 35 000 Játékvezető: Klaas Schipper (HOL) |

| 343. mérkőzés 1957. június 23. vb-selejtező | Magyarország                            | 4 – 1             | Bulgária        | Népstadion, Budapest Nézőszám: 60 000 Játékvezető: Maurice Guigue (FRA) |
| 343. mérkőzés 1957. június 23. vb-selejtező | Machos 6' 14' 30' Bozsik 52' (11-esből) | (3 – 0) Részletek | G. Dimitrov 71' | Népstadion, Budapest Nézőszám: 60 000 Játékvezető: Maurice Guigue (FRA) |

| 344. mérkőzés 1957. szeptember 15. vb-selejtező | Bulgária | 1 – 2             | Magyarország     | Vaszil Levszki-stadion, Szófia Nézőszám: 55 000 Játékvezető: Giorgio Bernardi (ITA) |
| 344. mérkőzés 1957. szeptember 15. vb-selejtező | Diev 42' | (1 – 2) Részletek | Hidegkuti 1' 33' | Vaszil Levszki-stadion, Szófia Nézőszám: 55 000 Játékvezető: Giorgio Bernardi (ITA) |

| 345. mérkőzés 1957. szeptember 23. | Magyarország  | 1 – 2             | Szovjetunió              | Népstadion, Budapest Nézőszám: 91 000 Játékvezető: Marcel Lequesne (FRA) |
| 345. mérkőzés 1957. szeptember 23. | Hidegkuti 26' | (1 – 1) Részletek | Tatusin 6' Sztrelcov 88' | Népstadion, Budapest Nézőszám: 91 000 Játékvezető: Marcel Lequesne (FRA) |

| 346. mérkőzés 1957. október 6. | Magyarország     | 2 – 0             | Franciaország | Népstadion, Budapest Nézőszám: 94 000 Játékvezető: Leo Horn (HOL) |
| 346. mérkőzés 1957. október 6. | Aspirány 45' 66' | (1 – 0) Részletek |               | Népstadion, Budapest Nézőszám: 94 000 Játékvezető: Leo Horn (HOL) |

| 347. mérkőzés 1957. november 10. vb-selejtező | Magyarország                                            | 5 – 0             | Norvégia | Népstadion, Budapest Nézőszám: 90 000 Játékvezető: Albert Dusch (DFB) |
| 347. mérkőzés 1957. november 10. vb-selejtező | Sándor 12' Csordás 20' 71' Machos 69' Falch 76' (öngól) | (2 – 0) Részletek |          | Népstadion, Budapest Nézőszám: 90 000 Játékvezető: Albert Dusch (DFB) |

| 348. mérkőzés 1957. december 22. | NSZK         | 1 – 0             | Magyarország | Niedersachsenstadion, Hannover Nézőszám: 85 000 Játékvezető: Johannes Martens (HOL) |
| 348. mérkőzés 1957. december 22. | Kelbassa 20' | (1 – 0) Részletek |              | Niedersachsenstadion, Hannover Nézőszám: 85 000 Játékvezető: Johannes Martens (HOL) |